# Kôm Abou Billou
Le site de Kôm Abou Billou se trouve au bord du delta occidental entre Le Caire et Alexandrie. Dans l'Antiquité, il a abrité la ville de Mefkat, célèbre par son culte à la déesse Hathor, puis celle de Térénouthis, connue pour les papyri grecs du Ier siècle.
À l'époque chrétienne, la ville était le siège d'un évêché. Jean Moschus est réputé y avoir résidé au VIe siècle.
Ce site présente un temple, une nécropole, des ateliers et un vaste espace urbain.

## Géographie
La ville moderne d'El-Tarrana se trouve sur le bras de Rosette du Nil, à la limite du désert Libyque. L'ancienne nécropole de Kôm Abou Billoo se trouve à une courte distance à l'ouest d'El-Tarrana et est aujourd'hui coupée en deux par le canal El-Nasseri, un canal d'irrigation de quarante mètres de large.

## Fouilles
Le site a été fouillé pour la première fois en 1887-88 par Francis Llewellyn Griffith, qui a redécouvert le temple d'Hathor, puis en 1935 par une expédition organisée par l'université du Michigan. La campagne de fouilles la plus conséquente a été menée par le Conseil suprême des Antiquités égyptiennes, et s'est déroulée entre 1969 et 1974 en raison de la construction imminente d'un canal qui aurait traversé le site. Il est depuis 2012, l'objet d'études archéologiques menées par l'Institut français d'archéologie orientale en collaboration avec le laboratoire HiSoMA (UMR 5189, Lyon, Maison de l'Orient et de la Méditerranée).
De nos jours, Kôm Abou Billou est mal conservé, en partie à cause de ces fouilles extensives, et à cause de l'agrandissement de la ville moderne de Tarrana et de ses cultures.

## Térénouthis
Térénouthis connue sous le nom de Tarrana (arabe : الطرانة Aṭ-Ṭarrānah, copte : ⲧⲉⲣⲉⲛⲟⲩⲑⲓ Terenouthi), est une ville du gouvernorat de Monufia en Égypte. Elle est située dans l'ouest du delta du Nil, à environ soixante-dix kilomètres au nord-ouest du Caire, entre le site préhistorique méridional de Merimde Beni-Salame et la ville septentrionale de Kôm el-Hisn. Les ruines de l'ancienne Térénouthis se trouvent à Kôm Abou Billou, au nord-ouest de la ville moderne.

### Noms
Tarrana était connue des anciens Égyptiens sous le nom de Mefkat, qui signifie « turquoise » en égyptien, lui-même épithète de la déesse Hathor qui faisait l'objet d'une vénération locale sous le nom de « Hathor, maîtresse des turquoises ». C'est à l'époque gréco-romaine que la ville est connue sous le nom de Térénouthis, de l'égyptien Ta-Renenutet (« le domaine de la déesse Rénénoutet »)
, qui deviendra à son tour en copte Terenouti, ainsi que Tarrana ou Tarana, la ville moderne. Le toponyme Kôm Abou Billou désigne un petit village moderne situé sur la nécropole, dans la partie nord-ouest de l'ensemble du site ; il tire probablement son nom de l'ancien temple d'Apollon qui s'y trouvait.

Nécropole de Térénouthis - époque gréco-romaine
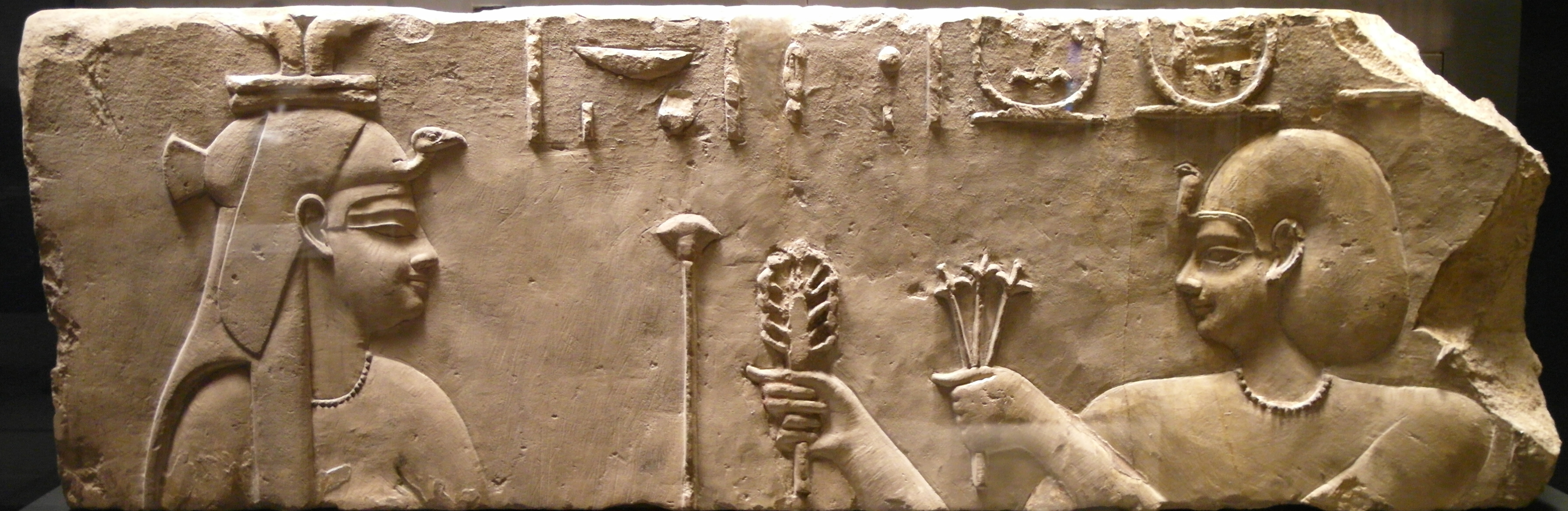
Ptolémée Ier (à droite) faisant une offrande à Hathor ; bloc du temple d'Hathor.
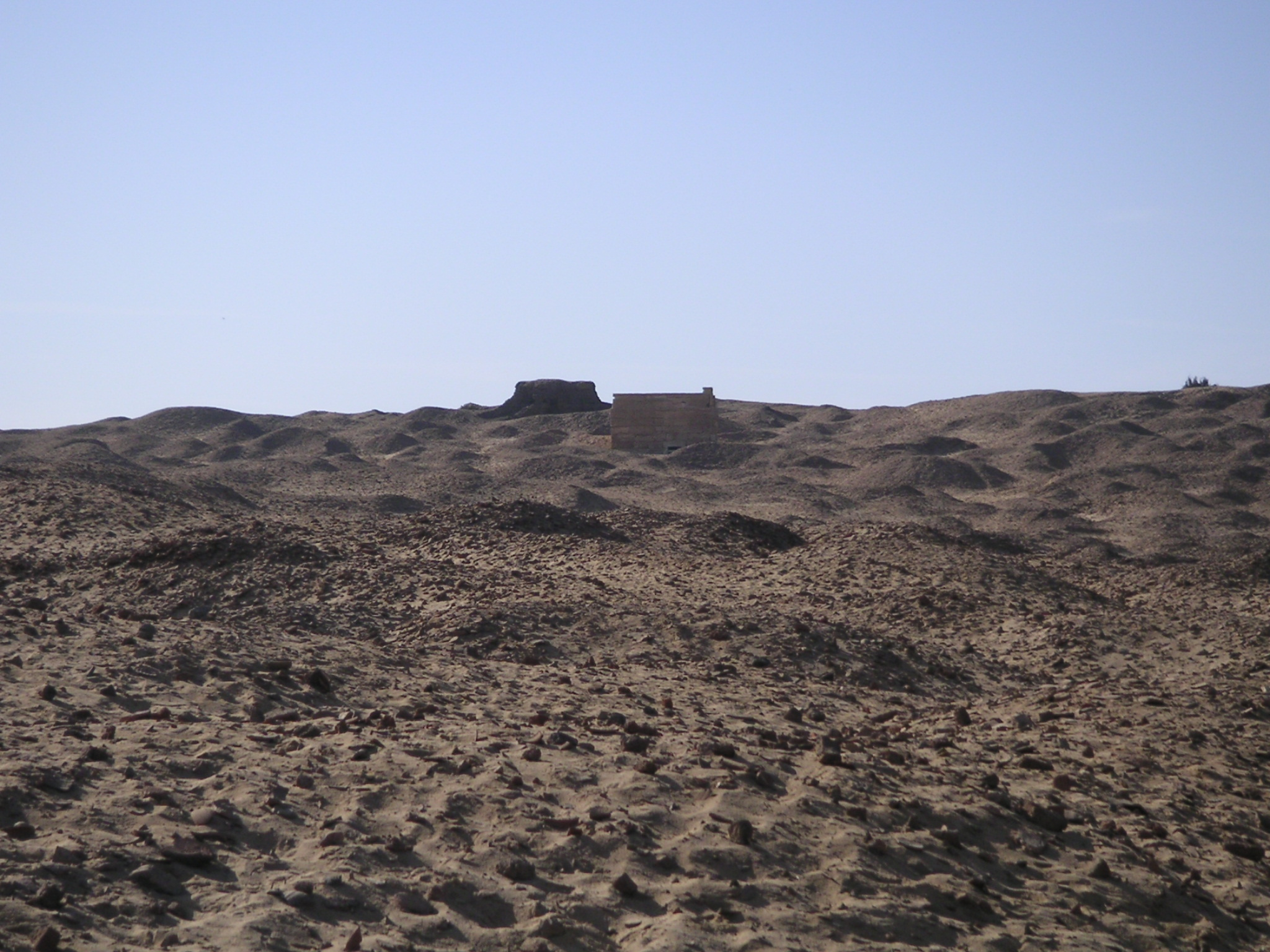
Vue du site de l'antique Térénouthis
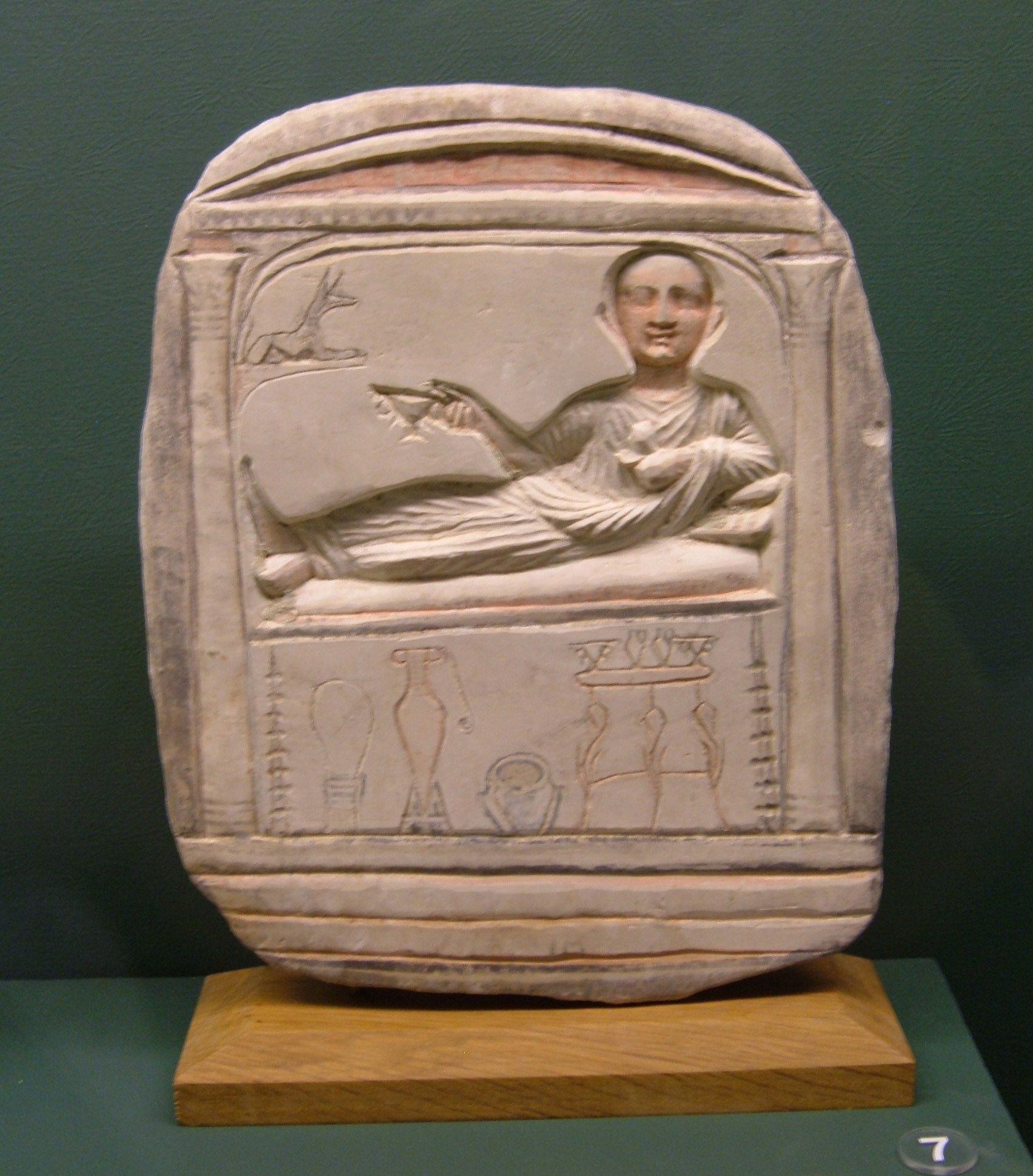
Stèle funéraire romaine, Rosicrucian Egyptian Museum
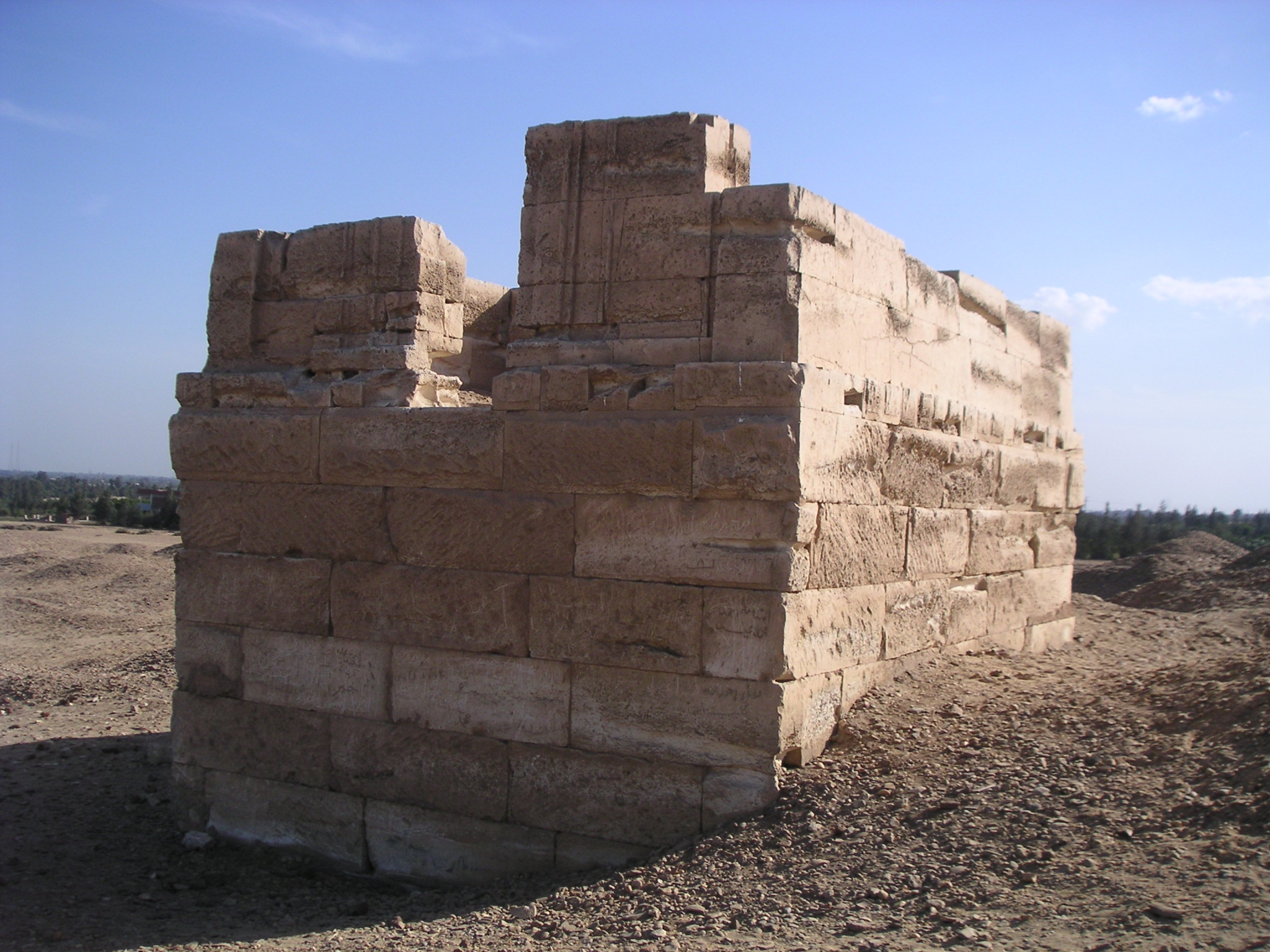
Tombeau-chapelle dit Tombe du Prince
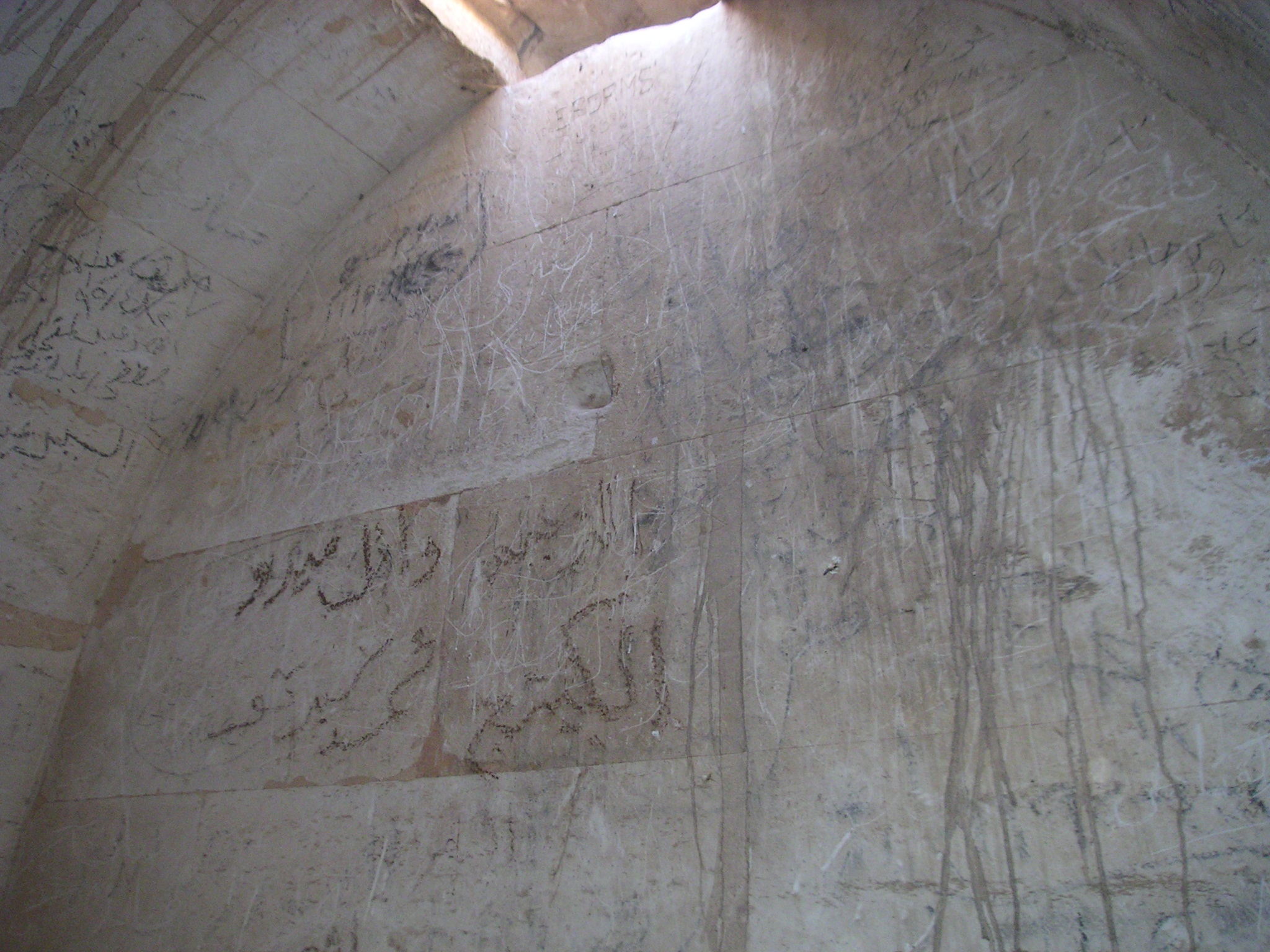
Vue de la voûte dun tombeau

## Histoire
Les premières tombes découvertes sur le site remontent à l'Ancien Empire, principalement à la VIe dynastie. Un autre cimetière a été aménagé au Moyen Empire et un autre au Nouvel Empire, ce dernier étant caractérisé par l'utilisation de cercueils en céramique à large face.
À un moment donné, un temple d'Hathor a été érigé, dont certains blocs représentant le pharaon Ptolémée Ier ont été retrouvés. Le temple était accompagné d'un cimetière dédié où l'on enterrait le bétail sacré. Un autre temple, dédié à Apollon, est construit à l'extrémité nord du site : il est ensuite complètement détruit jusqu'à ses fondations, ne laissant que quelques blocs.
Le secteur nord-est du site abritait une très grande nécropole datant des périodes gréco-romaine et copte : une grande quantité d'artefacts de différents types a été retrouvée dans ces tombes, dont certains suggèrent qu'à cette époque, Térénouthis prospérait grâce au commerce du vin et du sel du Ouadi Natroun. De nombreuses tombes ont une superstructure carrée faite de briques en terre crue et un toit intérieur voûté. Un grand nombre de stèles ont été trouvées dans ces tombes. Elles portent des inscriptions grecques ou démotiques égyptiennes et donnent un aperçu de la vie quotidienne entre 100 et 300 de notre ère.
Un cimetière plus petit, datant du IIe siècle de notre ère, était dédié à Aphrodite. Deux thermes romains se trouvaient au sud du temple d'Apollon.
Térénouthis devint un évêché qui, se trouvant dans la province d'Aegyptus Prima, était un suffragant d'Alexandrie et figure dans la liste des sièges titulaires de l'Église catholique. Michel Le Quien mentionne deux de ses évêques : Arsinthius en 404 ; Eulogius au premier concile d'Éphèse en 431.
Les moines se réfugiaient parfois à Térénouthis lors des incursions des Maziks. Jean Moschus s'y rendit au début du VIIe siècle. La littérature copte chrétienne mentionne fréquemment Térénouthis.
Tarrana fut le site d'une bataille mineure lors de la conquête musulmane de l'Égypte. Après avoir capturé la Forteresse de Babylone du Caire en avril 641, l'armée musulmane, dirigée par Amr ibn al-As, se dirige vers la ville de Nikiou dans le Delta. Les musulmans se dirigent vers le nord, le long de la rive occidentale du Nil, afin de profiter des grands espaces en bordure du désert de Libye, mais doivent repasser à l'est pour atteindre Nikiou. Amr ibn al-As choisit de traverser le Nil à Tarrana, où il est accueilli par une force de cavalerie romaine. Les musulmans battent facilement les Romains et atteignent Nikiou le 13 mai.
Le nom de Tarrana remonte à l'époque du sultan mamelouk Baybars ; le nom précédent était Tarnūṭ. C'était une source de natron.
En décembre 1293, l'émir Baydara, qui avait assassiné le sultan mamelouk al-Ashraf Khalil et revendiquait désormais le titre de sultan pour lui-même, fut capturé et tué près de Tarrana après la fuite de la plupart de ses partisans.
Peu avant la bataille de Marj Dabiq, des membres de la qarānīṣa, c'est-à-dire des mamelouks vétérans ayant appartenu à d'anciens sultans, sont envoyés pour fortifier de nombreuses localités dans tout le sultanat mamelouk, y compris Tarrana.
Le 27 octobre 1660, un massacre sanglant a lieu à Tarrana contre les membres de la faction politique Faqariya sur ordre du gouverneur ottoman, qui collabore avec la faction rivale Qasimiya. Cet événement a été la principale source de tension dans la politique égyptienne pendant au moins trente ans par la suite, le chef Faqari Ibrahim Bak Dhu al-Faqar jurant d'anéantir la Qasimiya en guise de vengeance.
Le recensement égyptien de 1885 enregistre Tarrana comme une nahié relevant du district d'El Negaila dans le gouvernorat de Beheira ; la population de la ville est alors de 1 331 habitants (693 hommes et 638 femmes).